# 584

584(오백팔십사)는 583보다 크고 585보다 작은 자연수다.

## 수학
- 합성수로, 그 약수는 1, 2, 4, 8, 73, 146, 292, 584이다. 진약수의 합은 526이므로, 584는 부족수다.
- 48번째 불가촉수다. 앞의 불가촉수는 576, 다음은 612이다.
- {\displaystyle 584=10^{2}+22^{2}}
  - 서로 다른 두 자연수의 제곱합으로 나타낼 수 있는 수다.
- {\displaystyle 3^{12}-1}은 584로 나누어떨어진다.

## 과학
- NGC 584: 고래자리 방향에 있는 타원은하.

## 교통
- 유럽 고속도로 584호선: 우크라이나 폴타바에서 루마니아 슬로보지아까지 이어지는 유럽 고속도로.
- 현도 제584호선

## 군사
- U-584(영어판, 독일어판): 제2차 세계 대전에 사용된 나치 독일의 군용 잠수함.

## 문화유산
- 대한민국의 보물 제584호: 구례 윤문효공 신도비

## 기타
- 연도: 584년, 기원전 584년